# Sardar Singh

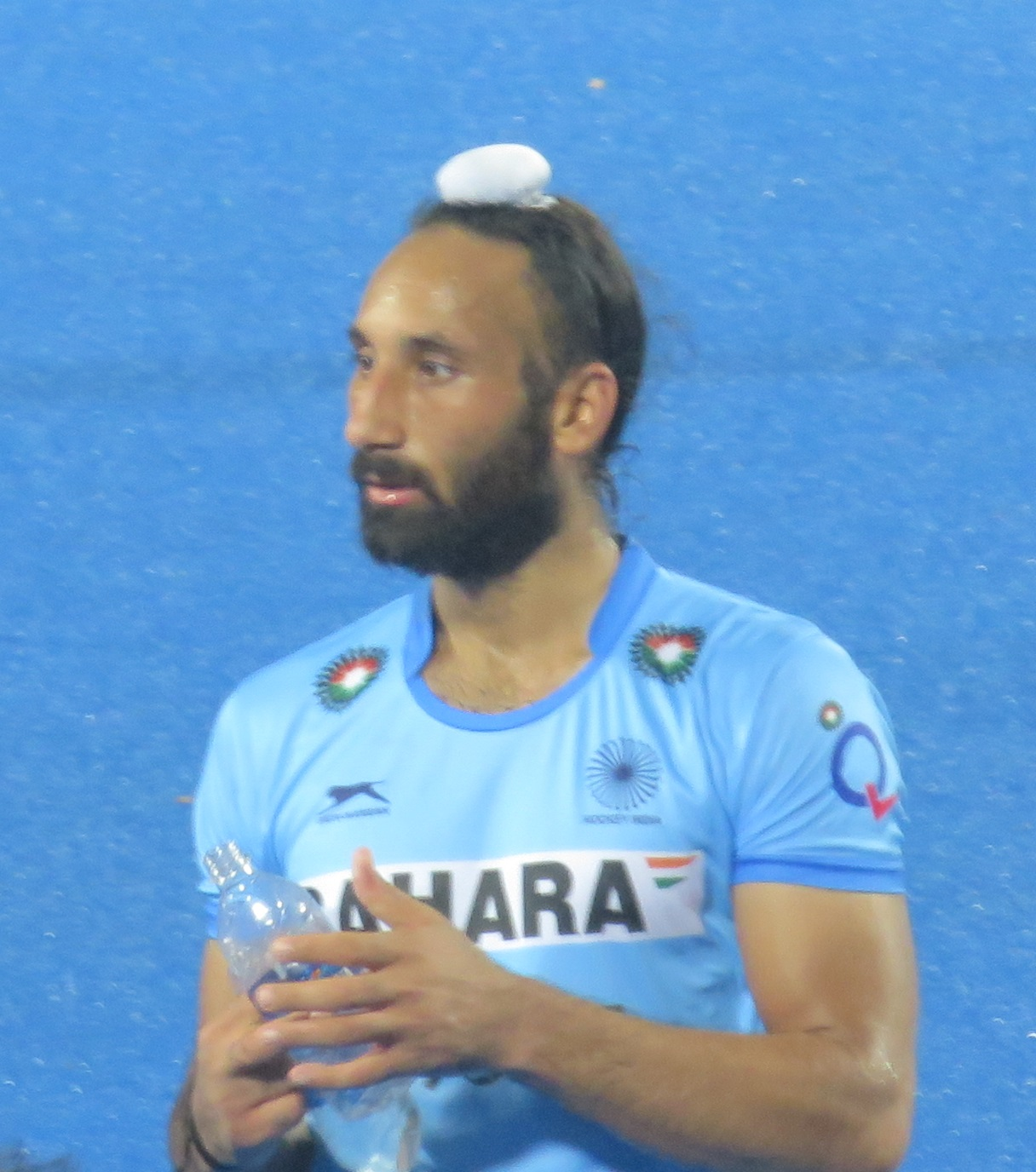
Sardar Singh

Sardar Singh (Rania, 15 juli 1986) is een Indiaas hockeyer.
Singh is aanvoerder bij de Indiase hockeyploeg. De beste prestatie die Singh behaalde met India was een zilveren medaille bij de Gemenebestspelen 2010. Ook kwam hij uit met India op de Olympische Spelen 2012 in Londen.

## Hockey India League
Sardar Singh werd tijdens de spelersveiling in de aanloop naar de Hockey India League de speler waarop het hoogst geboden werd. Een delegatie uit Delhi kocht hem voor $ 78.000 (42,49 lakh) om hem te laten voor de Delhi Waveriders.